# Пашино (Новосибирская область)
Па́шино — упразднённый рабочий посёлок, входящий с 1997 года в городскую черту Новосибирска; с 2000 года — в составе Калининского района города.

## География
Населённый пункт был расположен в 6 километрах к северу от прежней границы Новосибирска.
Состоял из трех частей: собственно Пашино, посёлок Гвардейский, посёлок Флотский.

## История
История Пашино началась в 1941 году, когда на территории современного микрорайона был создан пиротехнический завод для обеспечения фронта боеприпасами.
Пашино — бывший посёлок городского типа. Посёлок Пашино был включён в городскую черту города Новосибирска 21 ноября 1997 года. 19 декабря 1997 года городская черта Новосибирска была изменена с учётом присоединённого поселка. 27 июня 2000 года включён в состав территории Калининского района с наименованием «жилой район Пашино».

## Население
| 1959 | 1970    | 1979    | 1989    |
| ---- | ------- | ------- | ------- |
| 9787 | ↗17 900 | ↗21 645 | ↗28 508 |

## Транспорт
Из Новосибирска в Пашино выполняют регулярные рейсы автобусы № 27, 42, 46, 53, 106, 119, а также маршрутные такси № 53, 73.
До 2005 года от станции Вокзал Новосибирск-Главный до станции Пашино курсировали электрички. Движение электропоездов планируется восстановить в рамках проекта «городская электричка».

## Достопримечательности
- Храм во имя Святого Праведного Иоанна Кронштадтского.
- Танково-артиллерийский парк «Патриот».

## Предприятия
В Пашино работает завод «Искра» по производству средств инициирования для горнорудной промышленности.